# Niemieckie represje wobec ludności Łasina (1939)
Niemieckie represje wobec ludności Łasina (1939) – masowe represje wobec ludności Łasina i okolicznych miejscowości, zastosowane przez okupantów niemieckich jesienią 1939. W ramach akcji „politycznego oczyszczania terytorium” członkowie paramilitarnego Selbstschutzu zamordowali wówczas ok. 150 mieszkańców powiatu grudziądzkiego.

## Działalność Nordewina Koerbera
W okresie międzywojennym w okolicach Łasina aktywnie działały niemieckie organizacje mniejszościowe o zabarwieniu pronazistowskim. Jednym z liderów miejscowej społeczności niemieckiej był Nordewin von Diest-Koerber – właściciel majątku ziemskiego w Nowych Jankowicach. Pełnił on funkcję przewodniczącego Związku Młodych Niemców (niem. Deutsches Jungblock), młodzieżowej przybudówki tzw. Zjednoczenia Niemieckiego (niem. Deutsche Vereinigung). Na terenie swojego majątku Koerber zorganizował ośrodek treningowy, w którym miejscowi Niemcy przechodzili przeszkolenie ideologiczne i wojskowe. Niektórzy uczestnicy organizowanych tam kursów byli kierowani na dalsze przeszkolenie do Rzeszy lub Wolnego Miasta Gdańska. Polska opinia publiczna była informowana o prawdziwym charakterze działalności Koerbera przez członków Związku Podoficerów Rezerwy z Grudziądza, którzy postawili sobie za cel monitorowanie antypolskiej działalności niemieckich organizacji mniejszościowych.
Wkrótce po rozpoczęciu kampanii wrześniowej w rejonie Łasina ujawniły się niemieckie bojówki. Już 1 września 1939 w komunikacie sztabu Armii „Pomorze”, informującym o przebiegu działań wojennych w pierwszej połowie dnia (godz. 9:00-14:00), pojawiła się informacja, iż w tamtejszych okolicach „uzbrojone bandy miejscowej ludności niemieckiej mordują Polaków”. Kilka dni później tereny powiatu grudziądzkiego zostały opanowane przez oddziały Wehrmachtu. Körber, który w kwietniu 1939 roku zbiegł na terytorium Wolnego Miasta Gdańska, powrócił wówczas do Nowych Jankowic.

## „Polityczne oczyszczanie terytorium”
Wkrótce po wkroczeniu wojsk niemieckich na terenie powiatu grudziądzkiego zaczęły tworzyć się pierwsze struktury Selbstschutzu – paramilitarnej formacji złożonej z przedstawicieli niemieckiej mniejszości narodowej zamieszkującej terytorium przedwojennej Polski. Nordwin Körber objął wówczas funkcję dowódcy tzw. II rejonu Selbstschutzu w powiecie grudziądzkim (z siedzibą w Nowych Jankowicach). Jego ludzie wraz z funkcjonariuszami policji niemieckiej rozpoczęli masowe aresztowania Polaków. Był to element szerszej akcji eksterminacyjnej, wymierzonej w pierwszym rzędzie w polską inteligencję, którą narodowi socjaliści obarczali winą za politykę polonizacyjną prowadzoną na Pomorzu Gdańskim w okresie międzywojennym oraz traktowali jako główną przeszkodę na drodze do szybkiego i całkowitego zniemczenia regionu.
Wyroki śmierci na aresztowanych mieszkańców Łasina były wydawane podczas spotkań na tzw. Sali Spittera przy tamtejszym Rynku. Pierwszą grupę skazańców, w większości rolników i działaczy społecznych, rozstrzelano 7 września na placu zwanym „Magdalenką”. 
W październiku i listopadzie 1939 roku Selbstschutz dokonał kilku masowych egzekucji na terenie Łasina bądź w okolicznych lasach. Między innymi w żwirowni na północnym zboczu doliny Osy (w lesie obok szosy prowadzącej do Przesławic) Niemcy rozstrzelali ok. 40 Polaków – m.in. mieszkańców Słupa i Szczepanek. Pewną liczbę aresztowanych wywieziono także do obozu dla internowanych w Grudziądzu. Wedle wszelkiego prawdopodobieństwa zostali oni wkrótce później zamordowani w Mniszku-Grupie lub na Księżych Górach pod Grudziądzem. Kilku księży z dekanatu łasińskiego zostało także rozstrzelanych w Klamrach (powiat chełmiński).
Jesienią 1939 zamordowano łącznie ok. 150 mieszkańców Łasina i okolicznych wsi. Między innymi aresztowano dziesięciu duchownych katolickich z dekanatu łasińskiego, spośród których siedmiu zostało zamordowanych (ks. Leon Gregorkiewicz, ks. Franciszek Kędzierski, ks. Jan Martenka, ks. Stanisław Niklas, ks. Alojzy Ptach, ks. Anastazy Sadowski, ks. Franciszek Wilczewski). W gronie ofiar znaleźli się także: Julian Dymny – sołtys wsi Jankowice, Wojciech Lisiewicz – sołtys wsi Szembruk oraz pięcioosobowa rodzina Karbowskich z Nogatu. Niemcy zamordowali również ośmiu rolników z Przesławic koło Łasina oraz pewną liczbę rolników z Jankowic i kupców ze Słupnicy.

## Po wojnie
Po wojnie odnalezione zwłoki ofiar niemieckiego terroru zostały w większości przypadków ekshumowane i przeniesione na cmentarz parafialny w Łasinie. Ciała Polaków zamordowanych w żwirowni pochowano natomiast na cmentarzu parafialnym w Grucie. Przy ul. Dworcowej w Łasinie (w pobliżu parku miejskiego) postawiono pomnik dłuta artysty-rzeźbiarza Ignacego Zelka, upamiętniający mieszkańców Łasina i okolic zamordowanych przez Selbstschutz w 1939 roku. Pomnik ma kształt prostokąta, w którego środkowej części, na postumencie, umieszczono postać żołnierza z wzniesioną prawą ręką, a powyżej – rzeźbę orła z rozpostartymi skrzydłami. Po obu stronach zapisano nazwiska 148 ofiar niemieckiego terroru. Na postumencie widnieje napis „Jeszcze Polska nie zginęła”, a u stóp figury umieszczono płytę nagrobną z napisem: „Tu leżą ofiary barbarzyństwa hitlerowskiego 1939 – 1945. Cześć ich pamięci”. Pamiątkowy krzyż postawiono także na miejscu straceń w żwirowni (1989).
Nordwin Körber zginął w 1943 roku podczas pożaru majątku należącego do jego córki, Anny Kleinschmidt z Błonowa.